# 비르테 빌케
비르테 빌케(Birthe Wilke, 1936년 3월 19일 ~ )는 덴마크의 가수이다. 2차례의 유로비전 송 콘테스트(1957, 1959)에서 덴마크 대표로 참가했으며 유로비전 송 콘테스트 1957에서는 구스타우 빙클레르(Gustav Winckler)와 함께 참가했다.